# Regentenstraße 112 (Mönchengladbach)

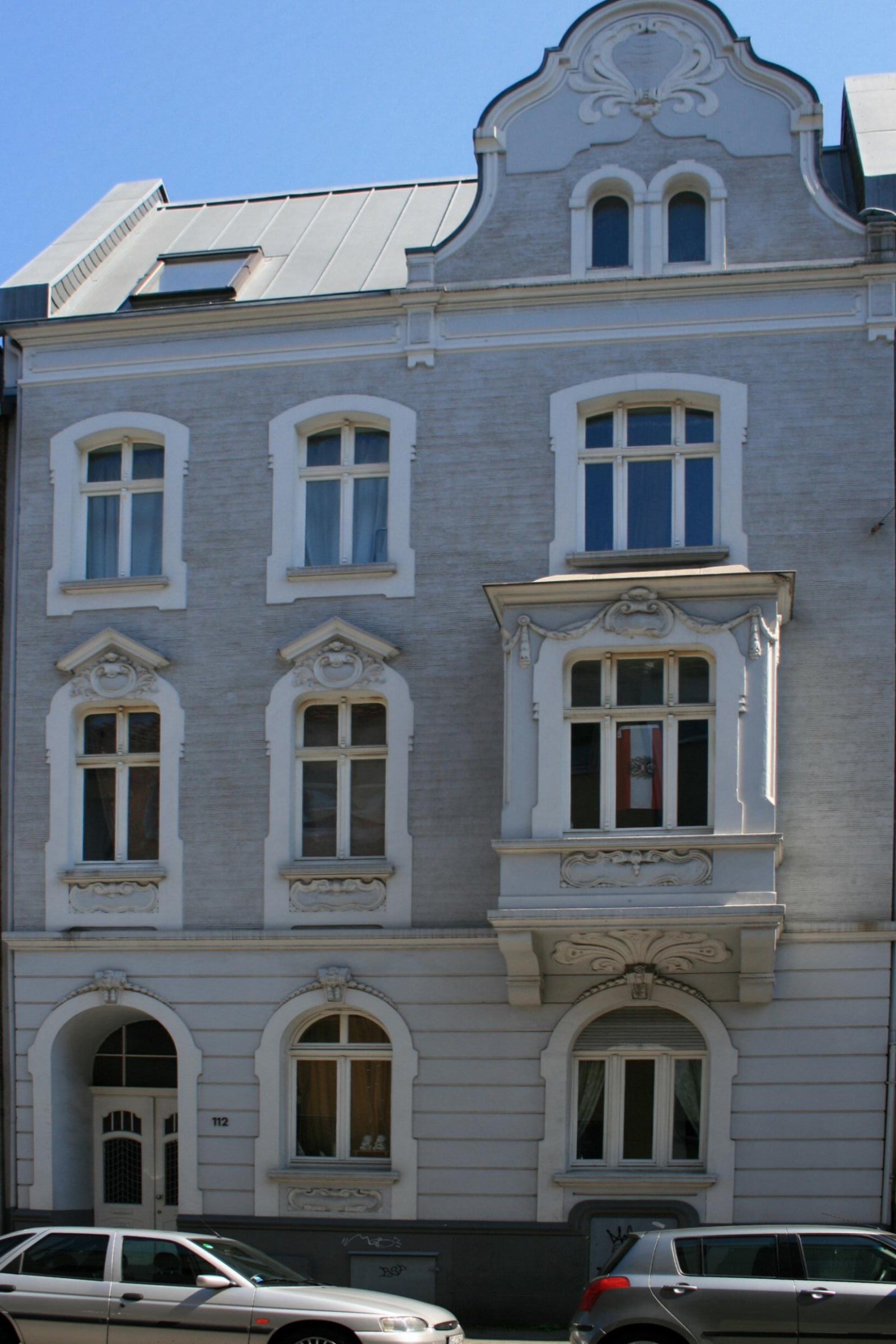
Wohnhaus (2010)

Das Wohnhaus Regentenstraße 112 steht im Stadtteil Eicken in Mönchengladbach (Nordrhein-Westfalen).
Das Gebäude wurde nach 1900 erbaut. Es wurde unter Nr. R 060 am 17. Mai  1989 in die Denkmalliste der Stadt Mönchengladbach eingetragen.

## Lage
Das Gebäude liegt an der Südseite der Regentenstraße in Eicken in einer historischen Baugruppe ähnlicher Häuser. 

## Architektur
Bei dem Haus handelt es sich um ein traufenständiges, dreigeschossiges,  dreiachsiges Wohngebäude. Das Gebäude gehört zu einer Gruppe dreigeschossiger Reihenhäuser der Zeit um 1900.